# 301
301 (CCCI) var ett normalår som började en onsdag i den julianska kalendern.

## Händelser

### September
- 3 september – Republiken San Marino grundas (traditionellt datum) [1].

### Okänt datum
- Kejsar Diocletianus utfärdar sitt edikt om maxpriser, som, snarare än att stoppa inflationen och stabilsera ekonomin, ökar på inflationen genom att översvämma ekonomin med nya mynt och sätta prisgränserna för lågt.
- Sima Lun tar kortvarigt makten i Kina från Jindynastin.
- Armenien blir det första landet att anta kristendomen som statsreligion.

## Avlidna
- 5 juni – Sima Lun, kinesisk usurpator

### Fotnoter
1. ↑  World Statesmen